# Esi Edugyan
Esi Edugyan (Calgary, 1978) is een Canadese auteur.

## Biografie
Esi Edugyan werd in Calgary geboren als een dochter van Ghanese immigranten. Op de middelbare school werd haar schrijftalent ontdekt door een docent waarop ze creatief schrijven ging studeren aan de Universiteit van Victoria. Aan deze universiteit studeerde ze onder de Canadese schrijver Jack Hodgins. Tijdens haar studie leerde ze haar echtgenoot Stephen Price kennen die ook actief is als dichter en schrijver. In 2004 verscheen haar debuutroman The Second Life of Samuel Tyne. Voor haar tweede boek, Half Blood Blues dat zeven jaar later uitkwam, won ze de Scotiabank Giller prize. Voor haar boek Washington Black dat in 2018 verscheen werd ze genomineerd voor de Booker Prize. Thomas Heerma van Voss schreef in zijn recensie over het boek dat "Washington Black heeft een wervelend hoog tempo, de roman gaat over een, inderdaad, heel wezenlijk thema en verzandt nergens in een overdosis slavenleed."
In 2022 schreef ze ook haar eerste non-fictie werk Out of the Sun, dat in het Nederlands vertaald werd als In het licht, waarin ze schrijft over de representatie van zwarte mensen in de kunst.